# Rolando Meriño
Artikeln följer den spanska namnseden; faderns efternamn är Meriño och moderns efternamn Betancourt.
Rolando Meriño Betancourt, född den 17 februari 1971 i Santiago de Cuba, är en kubansk basebollspelare som tog silver för Kuba vid olympiska sommarspelen 2000 i Sydney, och som även tog silver vid olympiska sommarspelen 2008 i Peking.
Meriño representerade Kuba i World Baseball Classic 2009. Han spelade fem matcher och hade en hit på sju at bats.